# Aéroport international Chota-Roustavéli de Tbilissi
L'aéroport international Chota Roustavéli de Tbilissi (en géorgien : თბილისის შოთა რუსთაველის სახელობის საერთაშორისო აეროპორტი, code IATA : TBS • code OACI : UGTB) est le principal aéroport international de la Géorgie. Il est situé à 17 km au sud-est de la capitale Tbilissi. La plupart de ses vols relient la Géorgie à l'Europe, la Russie et le Moyen-Orient. Les lignes vers Istanbul et Moscou sont les plus populaires.  

## Histoire
L'aéroport est nommé d'après le poète géorgien Chota Roustavéli.
Le premier terminal a été construit en 1952 dans un style stalinien. Il est remplacé en 1990 par un autre terminal, plus grand et de style international. Puis, en 2007, un nouveau terminal plus moderne est mis en service. Son rôle central pour la région est particulièrement été mis en valeur lors de la guerre russo-géorgienne d'août 2008, ayant été neutralisé par l'aviation militaire russe afin d'empêcher l'arrivée d'éventuels renforts. Depuis, la Géorgie s'est équipée de système français de défense anti-aérienne. L'aéroport est administré par la TAV Airports Holding et peut accueillir 3 000 passagers à l'heure. 

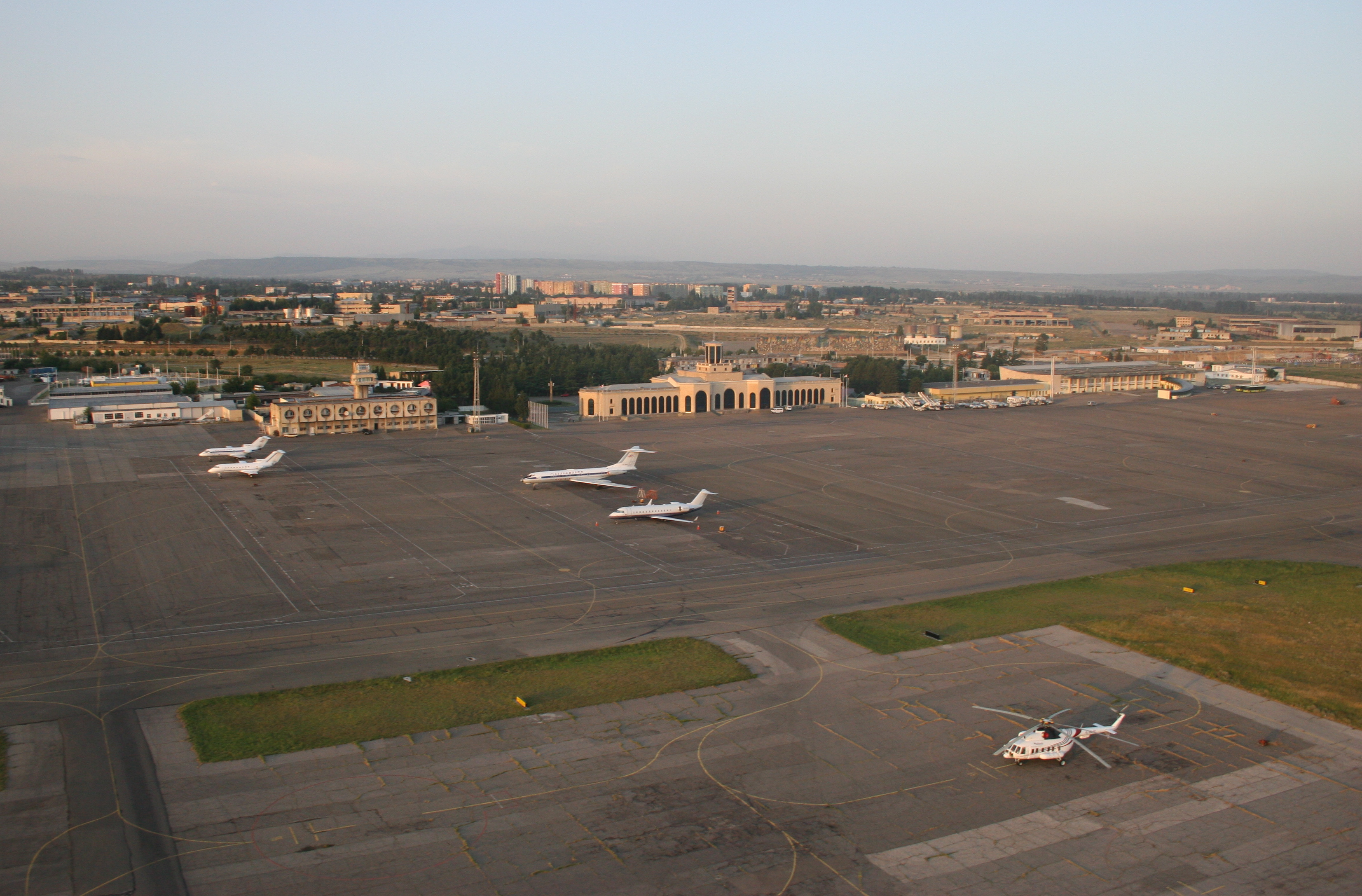
Vue de l'ancien terminal
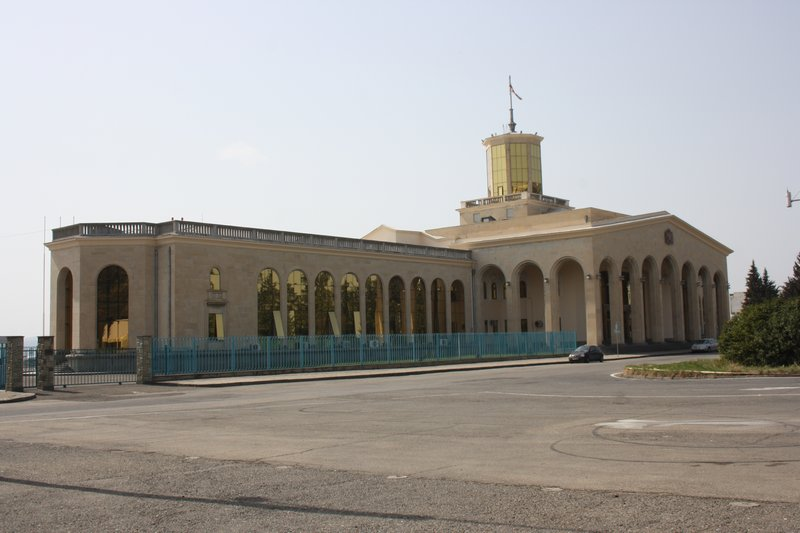
Le terminal de style stalinien
Le terminal international
Le nouveau terminal

## Situation
Sa situation géographique en Géorgie — et dans le cœur du Caucase du Sud — en fait non seulement une plateforme pour le tourisme international en pleine croissance depuis quelques années, mais également une plate-forme de correspondance aéroportuaire (dite hub) fréquentée en particulier par les membres des organisations internationales appartenant aux agences des Nations unies, à l'OSCE, aux agences de l'Union européenne et aux représentations diplomatiques de pays ouvrant des ambassades en Géorgie : la persistance de conflits gelés dans cette région, à la frontière de l'Europe et de l'Asie, conduit d'une part à l'implantation permanente d'observateurs internationaux et d'autre part à des mouvements diplomatiques et militaires (OTAN en particulier) qui engendrent un trafic rémanent à l'aéroport. Le développement économique, commencé par la construction d'oléoducs et de gazoducs reliant la mer Caspienne et la mer Noire, se poursuivant par le transit de marchandises, draine — outre le trafic cargo — une clientèle internationale d'hommes d'affaires empruntant régulièrement cette infrastructure.
| Koutaïssi Ambrolaouri Natakhtari Batoumi Mestia Tbilissi Soukhoumi |

## Statistiques
En 2016, la fréquentation de l'aéroport atteint 2 252 535 passagers, soit une augmentation de 17 % par rapport à l'année précédente. En 2017, elle atteint 3 165 466 passagers, selon les statistiques de l'Agence géorgienne d'aviation civile, rapportées par l'Agence géorgienne du Tourisme. 
Le graphique qui aurait dû être présenté ici ne peut pas être affiché car il utilise l'ancienne extension Graph, désactivée pour des questions de sécurité. Des indications pour créer un nouveau graphique avec la nouvelle extension Chart sont disponibles ici.

Voir la requête brute et les sources sur Wikidata.

## Compagnies et destinations
L'aéroport accueille de multiples compagnies passagers, régulières, à bas coûts et saisonnières, dont la situation est particulièrement évolutive. 
| Compagnies              | Destinations |
| ----------------------- | --- |
| Aegean Airlines         | Athènes E.-Venizélos En saison: Thessalonique-Makedonía |
| Air Arabia              | Abou Dabi, Charjah |
| Air Astana              | Almaty, Noursoultan |
| airBaltic               | Riga |
| Air Cairo               | Charm el-Cheikh |
| Air Dilijans            | Erevan-Zvarnots |
| Air France              | Paris-Charles de Gaulle |
| Air Moldova             | Chișinău |
| AJet                    | Istanbul-S. Gökçen |
| Arkia                   | En saison : Tel Aviv - Ben Gourion |
| Azimuth                 | Moscou-Vnoukovo |
| Belavia                 | Minsk |
| Buta Airways            | Bakou-H. Aliyev, |
| China Southern Airlines | Ürümqi-Diwopu |
| Condor                  | Francfort |
| El Al                   | Tel Aviv - Ben Gourion |
| Eurowings               | En saison: Düsseldorf, Prague-Václav-Havel, Stuttgart |
| Fly Arna                | Erevan-Zvarnots |
| flydubai                | Dubaï |
| Fly Jordan              | En saison: Amman-Reine-Alia |
| Flynas                  | Dammam-roi Fahd, Djeddah - Roi-Abdelaziz, Buraydah, Riyad-roi Khaled |
| FlyOne Armenia          | Erevan-Zvarnots |
| Georgian Airways        | - Amsterdam, - Berlin-Brandebourg, - Bruxelles-National, - Moscou-Vnoukovo, - Paris-Charles de Gaulle, - Prague-Václav-Havel, - Rome Léonard-de-Vinci/Fiumicino, - Tel Aviv - Ben Gourion, - Vienne-Schwechat En saison : Dammam-roi Fahd, Nice-Côte d'Azur |
| Gulf Air                | Manama-Bahreïn, Bakou-H. Aliyev |
| Israir Airlines         | Tel Aviv - Ben Gourion |
| Jazeera Airways         | Koweït |
| Jordan Aviation         | Amman-Reine-Alia |
| Kuwait Airways          | Koweït |
| LOT Polish Airlines     | Varsovie-Chopin |
| Lufthansa               | Munich-F. J. Strauß |
| Pegasus Airlines        | Ankara Esenboğa, Antalya, Istanbul-S. Gökçen, Izmir-A. Menderes |
| Qatar Airways           | Doha-Hamad |
| Qeshm Air               | Téhéran-Imam-Khomeini |
| Red Wings Airlines      | Sotchi-Adler |
| SCAT Airlines           | Aktaou |
| SunExpress              | En saison: Ankara Esenboğa, Antalya, Izmir-A. Menderes |
| Transavia France        | Paris-Orly |
| Turkish Airlines        | Istanbul |
| Uzbekistan Airways      | Tachkent |
| Zagros Airlines         | Téhéran-Imam-Khomeini |

Édité le 20/07/2021  Actualisé le 20/05/2023

## Trafic cargo
| Compagnies             | Destinations                                                                            |
| ---------------------- | --------------------------------------------------------------------------------------- |
| Cargolux               | Bakou, Kuala Lumpur, Luxembourg, Singapour                                              |
| Coyne Airlines         | Aktaou, Achgabat, Atyraou, Bakou, Cologne, Londres-Stansted, Oral, Turkmenbashi, Erevan |
| Qatar Airways Cargo    | Doha, Milan-Malpensa                                                                    |
| Silk Way Airlines      | Bakou                                                                                   |
| Turkish Airlines Cargo | Istanbul-Atatürk                                                                        |